# Omake
Omake (御負け ou お負け ou encore オマケ) est le terme japonais pour « bonus », et est notamment utilisé pour les bonus de DVD (interviews, scènes coupées, making-of…).
Au Japon, le terme est utilisé depuis les années 1950, où « omake » désignait de petites figurines ou jouets offerts avec des boissons ou friandises (comme les Kinder surprise en Occident), bonus adorés des enfants.
Dans le domaine des anime (et parfois des mangas), il s'agit fréquemment de petites séquences de 2 à 3 minutes présentant un aspect inexploré de l'histoire ou une facette méconnue d'un personnage, en général sous forme de comédie. Parfois, le comportement du personnage y est complètement modifié, ou discuté avec le téléspectateur, étudiant des points soulevés par la communauté des fans. Un graphisme super deformed / chibi est souvent utilisé pour différencier ces scènes et accentuer l'aspect comique.